# Cartierul Republicii din Bacău
Republicii este unul din cele 11 cartiere al municipiului Bacău. Se află în sudul orașului, lângă cartierele C.F.R., Tache, Cornișa și Izvoare.